# Jozef Gašpar
Jozef Gašpar (Rožňava, 23 augustus 1977) is een Slowaaks voetballer.

## Carrière
Jozef Gašpar speelde tussen 2000 en 2009 voor verschillende clubs, in Slowakije, Japan, Hongarije en Griekenland. Hij tekende in 2009 bij Vasas.